# ماکالا (فیلم)
ماکالا یک فیلم مستند به کارگردانی امانوئل گرس محصول سال ۲۰۱۷ است. این فیلم برای نمایش در بخش هفته منتقدان هفتادمین جشنواره فیلم کن انتخاب و موفق به دریافت جایزه اصلی بخش جنبی هفته منتقدان کن ( جایزه بزرگ نسپرسو ) شد.